# Níger en los Juegos Olímpicos de Sídney 2000
Níger estuvo representado en los Juegos Olímpicos de Sídney 2000 por cuatro deportistas, dos hombres y dos mujeres, que compitieron en dos deportes.
El portador de la bandera en la ceremonia de apertura fue el atleta Mamane Sani Ali. El equipo olímpico nigerino no obtuvo ninguna medalla en estos Juegos.